# Seznam sítí trolejbusové dopravy v Jižní Americe
Toto je seznam sítí trolejbusové dopravy v Jižní Americe. Obsahuje všechny zaniklé i provozní sítě trolejbusů, které se v Jižní Americe nacházely či nacházejí.
Jména měst, kde jsou trolejbusy dosud v provozu, jsou napsána tučně. Pokud existuje článek ke konkrétnímu provozu, je na něj v kolonce Článek uveden odkaz.

## Seznam sítí trolejbusové dopravy v Jižní Americe

### ArgentinaArgentina
| Město (provoz)        | Článek | Zahájení provozu    | Ukončení provozu  | Poznámky                                                                                    |
| --------------------- | ------ | ------------------- | ----------------- | ------------------------------------------------------------------------------------------- |
| Bahía Blanca          |        | 1954                | 1954              | Byly uskutečněny jenom testovací jízdy, trolejbusy do provozu s cestujícími nikdy nevyjely. |
| Buenos Aires          |        | 4. června 1948      | 30. dubna 1966    |                                                                                             |
| Córdoba               |        | 7. května 1989      | –                 |                                                                                             |
| La Plata              |        | prosinec 1954       | 12. prosince 1966 |                                                                                             |
| Mar del Plata         |        | 1956                | 1961 (?)          |                                                                                             |
| Mendoza               |        | 1913 14. února 1958 | 1915 (?) –        | doprava přerušena od 5. května 2017 z důvodu špatného technického stavu vozidel a tratí     |
| Rosario               |        | 24. května 1959     | –                 | doprava přerušena 1. ledna 1993 – 25. ledna 1994                                            |
| San Miguel de Tucumán |        | 23. července 1955   | 28. dubna 1962    |                                                                                             |

### BrazílieBrazílie
| Město (provoz)        | Článek | Zahájení provozu                | Ukončení provozu             | Poznámky                                                                                |
| --------------------- | ------ | ------------------------------- | ---------------------------- | --------------------------------------------------------------------------------------- |
| Araraquara            |        | 27. prosince 1959               | 20. listopadu 2000           |                                                                                         |
| Belo Horizonte        |        | 30. května 1953                 | 22. ledna 1969               |                                                                                         |
| Campos dos Goytacazes |        | 29. června 1958                 | 12. června 1967              |                                                                                         |
| Fortaleza             |        | 25. ledna 1967                  | únor 1972                    |                                                                                         |
| Niterói               |        | 21. listopadu 1953              | 10. listopadu 1967           |                                                                                         |
| Porto Alegre          |        | 7. prosince 1963                | 19. května 1969              |                                                                                         |
| Recife                |        | 15. června 1960                 | 24. září 2001                |                                                                                         |
| Ribeirão Preto        |        | 24. července 1982               | 2. července 1999             |                                                                                         |
| Rio Claro             |        | 9. května 1986                  | červenec 1993                |                                                                                         |
| Rio de Janeiro        |        | 3. září 1962 duben 1965         | červenec 1968 (?) duben 1971 | Zona Sul Zona Norte                                                                     |
| Salvador              |        | 15. listopadu 1959              | červen 1968                  |                                                                                         |
| Santos                |        | 12. srpna 1963                  | –                            |                                                                                         |
| São Paulo             |        | 22. dubna 1949 3. prosince 1988 | –                            | městský provoz příměstský provoz, tratě do Diademy, São Bernardo do Campo a Santo André |

### EkvádorEkvádor
| Město (provoz) | Článek | Zahájení provozu  | Ukončení provozu | Poznámky |
| -------------- | ------ | ----------------- | ---------------- | -------- |
| Quito          |        | 18. prosince 1995 | –                |          |

### ChileChile
| Město (provoz)    | Článek | Zahájení provozu                      | Ukončení provozu                   | Poznámky                                            |
| ----------------- | ------ | ------------------------------------- | ---------------------------------- | --------------------------------------------------- |
| Santiago de Chile |        | 1940 31. října 1947 24. prosince 1991 | ? 18. června 1978 9. července 1994 |                                                     |
| Valparaíso        |        | 31. prosince 1952                     | –                                  | doprava přerušena 1. prosince 1981 – 25. dubna 1982 |

### KolumbieKolumbie
| Město (provoz) | Článek | Zahájení provozu                | Ukončení provozu | Poznámky         |
| -------------- | ------ | ------------------------------- | ---------------- | ---------------- |
| Bogotá         |        | 12. dubna 1948                  | 15. srpna 1991   |                  |
| Medellín       |        | 12. října 1929 1. prosince 2011 | 1950 12/2012     | testovací provoz |

### PeruPeru
| Město (provoz) | Článek | Zahájení provozu | Ukončení provozu | Poznámky |
| -------------- | ------ | ---------------- | ---------------- | -------- |
| Lima           |        | 1928             | 1931             |          |

### Trinidad a TobagoTrinidad a Tobago
| Město (provoz) | Článek | Zahájení provozu | Ukončení provozu  | Poznámky |
| -------------- | ------ | ---------------- | ----------------- | -------- |
| Port of Spain  |        | 1. října 1941    | 31. prosince 1956 |          |

### UruguayUruguay
| Město (provoz) | Článek | Zahájení provozu | Ukončení provozu | Poznámky |
| -------------- | ------ | ---------------- | ---------------- | -------- |
| Montevideo     |        | 28. března 1951  | 26. ledna 1992   |          |

### VenezuelaVenezuela
| Město (provoz) | Článek | Zahájení provozu   | Ukončení provozu | Poznámky                              |
| -------------- | ------ | ------------------ | ---------------- | ------------------------------------- |
| Barquisimeto   |        | 23. listopadu 2012 | 1/2013           | projekt zastaven z nedostatku financí |
| Caracas        |        | červenec 1937      | 1945 (?)         |                                       |
| Mérida         |        | 26. listopadu 2006 | –                |                                       |